# Ede Horn

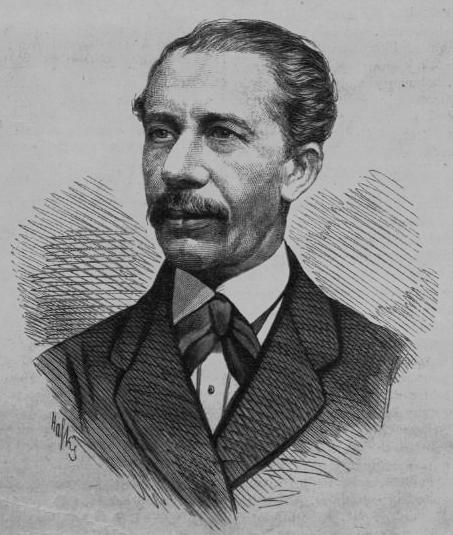
Ede Horn

Ede Horn (eigentlich Ignacz Einhorn; * 25. September 1825 in Waag-Neustadtl, Komitat Neutra; † 2. November 1875) war ein ungarischer Nationalökonom und Politiker.

## Leben
Horn wurde von jüdischen Eltern geboren, betrat frühzeitig die journalistische Laufbahn, besonders als Verfechter der Judenemanzipation, der auch sein erstes Werk: Zur Judenfrage in Ungarn (Ofen 1847) gewidmet war. Nachdem er 1848 die Wochenschrift Der ungarische Israelit als Organ der jüdisch-religiösen Reformbewegung gegründet, schloss er sich 1848–49 dem ungarischen Aufstand an und begab sich nach dessen Unterdrückung 1850 nach Leipzig und 1851 nach Brüssel. Aus seinen Studien der belgischen Zustände gingen hier die beiden Werke: Statistisches Gemälde des Königreichs Belgien (Dessau 1853) und Bevölkerungswissenschaftliche Studien aus Belgien (Leipzig 1854) hervor. Als Korrespondent für deutsche Blätter ging er 1855 zur Pariser Weltausstellung, wo er eine Anstellung am Journal des Débats als Redakteur des nationalökonomischen Teils erhielt. 1869 nach Ungarn zurückgekehrt, wurde er 1875 zum Staatssekretär im Ministerium für Handel und Gewerbe ernannt, starb aber bald darauf.